# Izvor (Bosilegrad)
Pour les articles homonymes, voir Izvor.
Izvor (en serbe cyrillique : Извор) est un village de Serbie situé dans la municipalité de Bosilegrad, district de Pčinja. Au recensement de 2011, il comptait 63 habitants.

## Démographie

### Évolution historique de la population
| 1948 | 1953 | 1961 | 1971 | 1981 | 1991 | 2002 | 2011 |
| ---- | ---- | ---- | ---- | ---- | ---- | ---- | ---- |
| 519  | 527  | 419  | 345  | 286  | 163  | 115  | 63   |

|  |